# Antonio Casasola
Antonio Casasola (Salcano, 3 marzo 1896 – dopo il 1946) è stato un politico e ingegnere italiano.

## Biografia
Figlio di Antonio e Giuseppina Marussi, nato nel 1896 a Salcano, fu una delle personalità più influenti nella Gorizia degli anni trenta e quaranta. Svolse la professione di ingegnere e si iscrisse al Partito Nazionale Fascista, ricoprendo numerosi incarichi cittadini, soprattutto in ambito culturale; fu presidente dell'Ente nazionale del turismo di Gorizia.
Nel 1939 venne nominato podestà di Gorizia. Fu arrestato il 3 maggio 1945 dalle milizie di Tito insieme alle altre alte cariche che erano rimaste in città, come il preside della provincia Gino Morassi e il questore Vito Genchi, e venne deportato in Slovenia. Secondo le indagini della Questura di Gorizia, alcune fonti avrebbero confermato la presenza di Casasola nelle carceri di Lubiana nel 1946 e di averlo visto lavorare in cantieri per la costruzione di strade e ponti. Non ci sono più notizie dopo tale data; si presume sia stato assassinato nelle foibe.
Nel 2015 la figlia Romana Casasola (suor Chiara) ha donato al municipio di Gorizia un ritratto del padre, che è stato posizionato nella galleria dei sindaci del palazzo comunale il 15 gennaio di quell'anno.